# Пино, Тибо
Тибо Пино (фр. Thibaut Pinot; род. 29 мая 1990, Верхняя Сона, Франция) — французский профессиональный шоссейный велогонщик, выступающий с 2010 года за команду «Groupama-FDJ». В 22 года впервые выиграл этап Тур де Франс, выиграв 8-й горный этап. Обладатель Молодёжной классификации на Тур де Франс 2014 года. Чемпион Франции в индивидуальной гонке 2016 года.

## Выступления
2007
Юниорский Тур Гваделупа
Провинция Дрома (юниоры)
2008
Тур Верхней Соны
Юниорский тур Ардеша
Савоярд (юниоры)
2009
Тур Аоста
3-й этап Тура Савоя
Гран-при Деля
2010
 Горная майка  Тура Романдии
 Горная майка  Париж-Коррез
2011
 Генеральная классификация Тура Эльзаса
Этап 5
 Генеральная классификация Тура Ломбардии
Этап 1
Тур де Эн
Этап 2 и 4
3-й Тур Турции
7-й Тур Баварии
 Молодёжная классификация
2012
Тур де франс
Этап 8
2015
Тур де франс
Этап 20
 Молодёжная классификация Тура Романдии
Этап 5
 Генеральная классификация Tour du Gévaudan Languedoc-Roussillon
 Очковая классификация
Этап 1
2016
 — Чемпионат Франции в индивидуальной гонке
 Генеральная классификация Критериум Интернациональ
 Очковая классификация
Этап 2(ITT) и 3
2-й — Тур Романдии
1-й на этапе 3 (ITT)
4-й — Вольта Алгарви
4-й — Тур Страны Басков
5-й — Тиррено — Адриатико
2017
1-й  Tour de l'Ain
1-й Горная классификация
2-й Тур Альп
1-й на этапе 5
2-й Тре Валли Варезине
3-й Вуэльта Андалусии
1-й на этапе 2
3-й Тиррено — Адриатико
4-й Джиро д’Италия
1-й на этапе 20
5-й Джиро ди Ломбардия
8-й Джиро дель Эмилия
8-й Милан — Турин
9-й Страде Бьянке
9-й Гран-при Марсельезы
2018
1-й  Тур Альп
1-й Джиро ди Ломбардия
1-й Милан — Турин
2-й Тре Валли Варезине
3-й Тур Польши
5-й Тур дю От-Вар
5-й Джиро дель Эмилия
6-й Вуэльта Испании
1-й на этапах 15 и 19
9-й Чемпионат мира групповая гонка
10-й Вуэльта Каталонии
2019
1-й  Тур дю От-Вар
1-й  Очковая классификация
1-й на этапе 3
4-й Тур Прованса
5-й Тиррено — Адриатико

## Статистика выступлений

### Чемпионаты
| Соревнование      | Соревнование | 2010 | 2011 | 2012 | 2013 | 2014 | 2015 | 2016 | 2017 | 2018 |
| ----------------- | ------------ | ---- | ---- | ---- | ---- | ---- | ---- | ---- | ---- | ---- |
| Чемпионат мира    | RR           | —    | —    | —    | 50   | —    | —    | —    | —    | 9    |
| Чемпионат Франции | ITT          | 39   | 26   | —    | —    | —    | —    | 1    | 13   | —    |
| Чемпионат Франции | RR           | 42   | —    | —    | 38   | —    | —    | 12   | —    | —    |

### Многодневные гонки
| Гранд-туры          |      |      |      |      |      |      |      |      |      |      |
| Гонка               | 2010 | 2011 | 2012 | 2013 | 2014 | 2015 | 2016 | 2017 | 2018 | 2019 |
| Джиро д'Италия      | —    | —    | —    | —    | —    | —    | —    | 4    | НФ   |      |
| Тур де Франс        | —    | —    | 10   | НФ   | 3    | 16   | НФ   | НФ   | —    |      |
| Вуэльта Испании     | —    | —    | —    | 7    | НФ   | —    | —    | —    | 6    |      |
| Многодневки         |      |      |      |      |      |      |      |      |      |      |
| Гонка               | 2010 | 2011 | 2012 | 2013 | 2014 | 2015 | 2016 | 2017 | 2018 | 2019 |
| Париж — Ницца       | —    | —    | —    | —    | —    | —    | —    | —    | —    | —    |
| Тиррено — Адриатико | —    | —    | 50   | —    | НФ   | 4    | 5    | 3    | —    | 5    |
| Вуэльта Каталонии   | 49   | —    | НФ   | 8    | 13   | —    | —    | —    | 10   | 11   |
| Тур Страны Басков   | —    | —    | НФ   | 40   | 9    | 10   | 4    | —    | —    | —    |
| Тур Романдии        | 30   | —    | 11   | 12   | 10   | 4    | 2    | —    | —    |      |
| Критериум Дофине    | 20   | 16   | —    | —    | —    | —    | 16   | —    | —    |      |
| Тур Швейцарии       | —    | —    | НФ   | 4    | 15   | 4    | —    | —    | —    |      |

### Монументальные однодневки
| Гонка                 | 2011 | 2012 | 2013 | 2014 | 2015 | 2016 | 2017 | 2018 | 2019 |
| --------------------- | ---- | ---- | ---- | ---- | ---- | ---- | ---- | ---- | ---- |
| Милан — Сан-Ремо      | —    | —    | —    | —    | —    | —    | —    | —    | —    |
| Тур Фландрии          | —    | —    | —    | —    | —    | —    | —    | —    | —    |
| Париж — Рубе          | —    | —    | —    | —    | —    | —    | —    | —    | —    |
| Льеж — Бастонь — Льеж | —    | —    | —    | —    | —    | —    | —    | —    | —    |
| Джиро ди Ломбардия    | 47   | НФ   | 12   | 14   | 3    | —    | 5    | 1    |      |

| —  | Не участвовал  |
| НФ | Не финишировал |